# Theresa Saldana
Theresa Saldana (ur. 20 sierpnia 1954 w Brooklynie, zm. 6 czerwca 2016 w Los Angeles) – amerykańska aktorka filmowa i autorka.
Debiutowała w komedii muzycznej Roberta Zemeckisa Chcę trzymać cię za rękę (I Wanna Hold Your Hand, 1978) z Nancy Allen. Stała się znana dzięki roli żony Jake’a LaMotty (Robert De Niro), głównego bohatera filmu Martina Scorsese Wściekły Byk (Raging Bull, 1980). Zagrała też w kilku serialach, m.in.: T.J. Hooker (1983), Cagney i Lacey (1985), Simon & Simon (1986), Matlock (1986) i Diagnoza morderstwo (1997), a także w operze mydlanej NBC Santa Barbara (1987) jako Carlotta Quivar. Główną rolę Rachel Scali otrzymała w serialu ABC The Commish (1991–96). Pojawiła się potem jako Christina Vargas w operze mydlanej ABC Wszystkie moje dzieci (All My Children, 1997). Użyczyła swojego głosu Matce, postaci serialu animowanego Batman przyszłości (Batman Of The Future, 2001).
15 marca 1982 została zaatakowana przez stalkera, 46-letniego Arthura Richarda Jacksona z Aberdeen, który dźgnął ją nożem. Po tym wydarzeniu założyła organizację Victims for Victims, która walczyła o wprowadzenie prawa, które będzie chronić ofiary stalkingu.
Zmarła 6 czerwca 2016 w szpitalu Cedars-Sinai Medical Center w Los Angeles w wieku 61 lat.